# Krzysztof Wiszniewski
 Krzysztof "Faza" Wiszniewski (ur. 9 listopada 1977 w Warszawie) – polski muzyk, kompozytor i gitarzysta oraz analityk rynku muzycznego. Znany przede wszystkim z występów w zespole Wrinkled Fred. Od 2002 roku członek, założyciel Viridianu
 a w 2013 gitarzysta zespołu Stunheart. Współpracował także z zespołami Strefa Czasu i Braintrust
. 
Od listopada 2008 roku jest autorem pisanego w języku angielskim bloga thecynicalmusician.com, jest to ekspercki blog zawierający analizy rynku muzycznego. Na jego analizy powołuje się profesor Michael Mandiberg w książce "The Social Media Reader".

## Dyskografia
- Viridian - Through the Looking Glass... and Beyond (2008)